# ザ・グレイト・ラグタイムショー
『ザ・グレイト・ラグタイムショー』（The Great Ragtime Show）は、1992年にデータイーストより発売されたアーケードゲーム。
ジャンルは横スクロール型のシューティングゲームで独自のアクション性が盛り込まれている。2人同時プレイ可能。
第一次世界大戦前後と思われる時代を舞台に、複葉機や車や、動物といった様々な乗り物を駆使して常軌を逸したメカを駆使する科学者と戦うという内容。ゲームのタイトル名通りにBGMはラグタイムで統一されている。
長らくコンシューマ移植は行われていなかったが、タイトーの復刻型ゲーム機イーグレットツー ミニの追加パッケージ「アーケードコレクション PART1」のタイトルの1作として収録予定。なお、過去にセガサターンにて移植予定があったがキャンセルされている。

## ゲームシステム
8方向レバーと2ボタン（ショット、フック）で複葉機を操作。最大の特徴である複葉機の尾部に取り付けられた鉤爪状のフックはレバー操作で慣性に基づいて振り回される。これに接触した敵機やステージ構造物は複葉機に牽引され振り回される。牽引されているものは他のものへの接触でダメージを発し、フックボタンを押すことで投擲される。耐久力の限界を超えるか投擲することでオブジェクトは破壊される。
ショットボタンは連射することでパワーゲージが上昇し、画面の大半を多い尽くす電撃を放射するようになる。連射しすぎるとオーバーヒートを起こし、一定時間電撃の仕様が不可となる。

### 乗り物
基本的に主人公の乗り物は複葉機だが、これが破壊されると拳銃を携えたパイロット単身を操作することとなり、ステージに設置されている様々な乗り物に乗ることができる。以下に搭乗可能な乗り物の一部を挙げる。
- キリン・ゾウ・ウマ
- ホッピング
- 自転車・バイク・ジープ
- 跳ねたりミサイルを撃てたりする戦車や自走ロケット砲やロボット等数種

## 移植版
| No. | タイトル                                          | 発売日         | 対応機種              | 開発元             | 発売元   | メディア | 型式 | 備考                                            |
| --- | ------------------------------------------------- | -------------- | --------------------- | ------------------ | -------- | -------- | ---- | ----------------------------------------------- |
| 1   | イーグレットツー ミニ アーケードコレクションPART1 | 2025年12月18日 | イーグレットツー ミニ | 瑞起 ※本体の開発元 | タイトー | SDカード | -    | 追加SDカードに入っている10作品の1つとして収録。 |